# 탁종술
탁종술(卓宗述, 1790년 ~ ?)은 조선의 문신이다. 본관은 광산(光山)이며, 평안도 정주(定州) 출신이다. 6대조는 1588년(선조(宣祖) 21년) 진사(進士)시에 합격한 탁정립(卓廷立)이고, 5대조는 진사(進士) 탁이륜(卓爾倫)이다. 벼슬은 병조참판(兵曹參判)에 이르렀다.

## 생애
1831년(순조(純祖) 31년) 식년 문과에 을과(乙科)로 급제하였다. 1832년 권지교서관부정자(權知校書館副正字)가 되었고, 1845년(헌종 11년) 성균관 전적(典籍)을 거쳐 봉상 첨정(奉常僉正)을 역임하였다.
1846년 제주판관(濟州判官)으로 부임하였다. 판관으로 재임 중 각처의 관청건물을 의연곡(義捐穀)으로 재원을 삼아 보수하였다. 1848년 연무정(演武亭) 북쪽에 좌인각(左寅閣)을 창건하고 추사 김정희(金正喜)의 글씨로 제편(題扁)하였다.
1848년(헌종 14년) 사헌부 장령(掌令)으로 낙점되었다.
1858년(철종 9년) 병조참지(兵曹參知)를 거쳐 병조참의(兵曹參議)로 승진하였다.
1870년(고종 7년) 종2품 가선대부(嘉善大夫)로 가자(加資)되었고, 한성부 우윤(漢城府右尹)에 발탁되었다.
1872년(고종 9년) 병조참판(兵曹參判)에 올랐다.